# Вестерботтен (лен)
Лен Ве́стерботтен (швед. Västerbottens län) — лен на севере Швеции. Граничит с ленами Емтланд, Вестерноррланд и Норрботтен. Административный центр — город Умео.
Лен полностью включает в себя территорию исторической провинции Вестерботтен, южную часть Лаппланда и небольшую часть на севере Онгерманланда.

## География
На северо-западе лена расположены Скандинавские горы, с которых через весь лен на юго-запад в Ботнический залив течёт множество рек. Крупнейшие из них — Онгерманэльвен, Шеллефтеэльвен и Умеэльвен, а также приток последней Винделэльвен. Также есть множество озер, крупнейшее из которых — Стуруман.

## Население
Плотность населения выше в восточной части Вестерботтена, вдоль моря, где расположены крупнейшие города Умео и Шеллефтео.

## Административное деление
Лен состоит из 15 коммун:
- Бьюрхольм, центр — Бьюрхольм,
- Доротеа, центр — Доротеа,
- Люкселе, центр — Люкселе,
- Мало, центр — Мало,
- Нурдмалинг, центр — Нурдмалинг,
- Нуршё, центр — Нуршё,
- Робертсфорс, центр — Робертсфорс,
- Шеллефтео, центр — Шеллефтео,
- Сурселе, центр — Сурселе,
- Стуруман, центр — Стуруман,
- Умео, центр — Умео,
- Вильхельмина, центр — Вильхельмина,
- Виндельн, центр — Виндельн,
- Веннес, центр — Веннес,
- Оселе, центр — Оселе.

## Образование
Университет Умео — крупное учебное заведение на севере Швеции, пользующийся популярностью среди студентов со всего мира; всего здесь учатся свыше 30 000 студентов.

## Спорт
Область знаменита высокими горами, преобладающими на северо-западе, где расположены популярные среди шведских отпускников горные курорты Хемаван и Тернабю — родные места многих известных спортсменов, в том числе горнолыжников Ани Персон и Ингемара Стенмарка, прославивших Швецию большим количеством международных титулов и призов.
В городе Шеллефтео играет одна из сильнейших команд шведской хоккейной Элитсерии — Шеллефтео АИК.

## Известные жители и уроженцы
- Бьёрн  Ферри (род. 1978)
- Курт Дегерман (1948—2008)